# کارهرک
کارهرک (به انگلیسی: Carharrack) یک روستا و محله مدنی در بریتانیا است که در کورنوال واقع شده‌است. کارهرک ۱٬۳۴۸ نفر جمعیت دارد.